# Timothy E. Tarsney
Timothy Edward Tarsney, född 4 februari 1849 i Hillsdale County i Michigan, död 8 juni 1909 i Detroit i Michigan, var en amerikansk politiker (demokrat). Han var ledamot av USA:s representanthus 1885–1889.
Tarsney efterträdde 1885 Roswell G. Horr som kongressledamot och efterträddes 1889 av Aaron T. Bliss.
Tarsney ligger begravd på Calvary Cemetery i Saginaw.